# Evgheni Vodolazkin
Evgheni Ghermanovici Vodolazkin (n. 21 februarie 1964, Kiev) este un istoric literar și scriitor rus, specialist în literatura rusă veche.

## Biografie
A absolvit Facultatea de Filologie a Universității Naționale Taras Șevcenko din Kiev (1986). În același an a fost admis la studii postuniversitare la Institutul de Literatură Rusă al Academiei de Științe a URSS (Casa Pușkin), Departamentul de literatură veche, condus de academicianul D.S. Lihaciov. În următorii trei ani, a scris o teză despre traducerea Cronicii bizantine a lui Gheorghe Аmartol, iar din 1990 lucrează acolo pe postul de cercetător științific.
A obținut în anul 2000 titlul științific de doctor în filologie cu teza de doctorat: „Istoria lumii în literatura Vechii Rusii (pe baza textelor cronografice din secolele XI—XV)”.
În 2015 a scris textul „Dictarea totală”.
Locuiește în Sankt-Petersburg; este căsătorit cu Tatiana Rudi.

## Opere[6]
- Дмитрий Лихачев и его эпоха: Воспоминания. Эссе. Документы. Фотографии. - СПб.: Logos, 2002. 424 p. - 2000 ex.
- Похищение Европы (Răpirea Europei). — СПб.: Logos, 2005. — 416 p. — 2000 ex.
- Соловьёв и Ларионов (Soloviov și Larionov)  — М.: Новое литературное обозрение, 2009. — 342 p. — 1000 ex.
- Часть суши, окруженная небом: Соловецкие тексты и образы. - СПб.: Logos, 2011. - 784 p. - 1000 ex.
- Лавр (Laur). — М.: АСТ: Редакция Елены Шубиной, 2012. — 448 p. — 43.000 ex.
- Совсем другое время. Сборник рассказов. — М.: АСТ, 2013. — 480 p. — 4000 ex.
- Красная стрела: [рассказы, эссе] / Сост. С. Николавеч и Е. Шубина. - М.: АСТ, 2013. - 703 p. - 4000 ex.
- Русские дети: 48 рассказов о детях / Сост. П. Крусанов, А. Етоев. - СПб,: Азбука-Аттикус, 2013. - 800 p. - 10.000 ex.
- Текст и традиция. Альманах. Т. 1-3. — СПб.: Росток, 2013-2015. — 1000 ex.
- Дом и остров, или Инструмент языка: Эссе. — М.: АСТ, 2014. — 377 p. — 3000 ex.
- Русские женщины: 47 рассказов о женщинах / Сост. П. Крусанов, А. Етоев. - СПб.: Азбука-Аттикус, 2014. - 640 p. - 7000 ex.
- Детский мир: Сборник рассказов / Сост. Д. Быков. — М.: Редакция Елены Шубиной, 2014. — 432 p. — 7000 ex.
- Пара пьес. — Иркутск: Издатель Сапронов, 2014. — 174 p. — 1300 ex.
- Всё о моем доме: [рассказы, эссе] / Сост. С. Николаевич и Е. Шубина. - М.: АСТ, 2014. - 781 p. - 3500 ex.
- Стоп-кадр. Ностальгия: [рассказы, эссе] / Сост. С. Николаевич, Е. Шубина. - М.: АСТ: Редакция Елены Шубиной, 2015. - 476 p. - 3000 ex.
- Большая книга победителей / Сост. и подгот. текстов Елены Шубиной. - М., 2015.- 560 p. - 6000 ex.
- Россия - Италия: Литературные путешествия. М.: Время, 2016. - 448 p. - 1000 ex.
- Авиатор. — М.: АСТ, Редакция Елены Шубиной, 2016. — 416 p. — 15 000 ex.
- Все в саду: [рассказы, эссе] / Сост. С. Николаевич, Е. Шубина. - М.: АСТ: Редакция Елены Шубиной, 2016. - 478 p. - 2500 ex.

### Traduceri în limba română
- Laur (Editura Humanitas, București, 2014)
- Soloviov și Larionov (Editura Humanitas, București, 2015)
- Aviatorul
- Brisbane ( Editura Humanitas, București, 2019 )

## Premii
- A publicat, în 2009, romanul Soloviov și Larionov care a intrat pe lista scurtă a premiului „Marea carte” (2010). Următorul roman, Laur, a fost distins cu acest premiu în 2013.
- Laur a primit, de asemenea, premiul „Iasnaia Poliana” și premiul asociației „Portal”.
- În 2015 a obținut premiul sârbesc „Milovan Vidaković”[7].
- În 2016 i s-a acordat pentru romanul Laur premiul italiano-rus Gorki (Sorrento).